# ويليام روس (سياسي)
ويليام روس هو سياسي كندي، ولد في 14 يوليو 1854، وتوفي في 22 يناير 1937. حزبياً، نشط في الحزب الليبرالي الكندي. وقد انتخب عضو مجلس العموم الكندي.